# لودفيغ هانس فيشر
لودفيغ هانس فيشر (بالألمانية: Ludwig Hans Fischer)‏ هو رسام نمساوي، ولد في 2 مارس 1848 في سالزبورغ في النمسا، وتوفي في 24 أبريل 1915 في فيينا في النمسا.